# 岡山県美作高等学校
岡山県美作高等学校（おかやまけんみまさかこうとうがっこう）とは岡山県津山市山北にある私立の高等学校である。略称は「美高（みまこう）」。

## 設置学科
全日制の課程
- 普通科
  - エクセル特進コース
    - 文系
    - 理系

  - 特別進学コース
    - 国公立文系
    - 国公立理系
    - 英語錬成系

  - 美作大学コース
    - 食物・栄養系
    - 児童・幼児教育系
    - 社会福祉系

  - 進学コース
    - 人文社会系
    - 自然科学系
    - 自己探求系

  - ITコース
    - マネジメント系
    - クリエイト系
    - マルチメディア系

  - 創造コース
    - 伝統文化系
    - デザイン系

  - ライセンスコース
    - 特殊技能系
    - 特殊車両系

  - 福祉コース
    - 介護福祉系
    - 福祉進学系

通信制の課程
- 普通科

## 沿革
- 1915年（大正4年）4月 - 苫田郡教育会が苫田郡津山町田町（現: 津山市）に津山高等裁縫学校創設[1]。
- 1920年（大正9年）4月 - 津山実科女学校と改称。
- 1921年（大正10年）4月 - 津山実科高等女学校と改称。
- 1928年（昭和3年）9月 - 現在地（津山市山北500番地）に校舎を移転。
- 1929年（昭和4年） - 設立者を社団法人苫津教育会に改組。
- 1933年（昭和8年）4月 - 津山女子商業学校を併設。
- 1940年（昭和15年）4月 - 岡山県美作高等女学校と改称。
- 1948年（昭和23年）4月 - 学制改革により岡山県美作高等学校となる。
- 1950年（昭和25年）12月 - 財団法人苫津教育会を学校法人苫津学園に改組。
- 1955年（昭和30年）5月 - 学校法人苫津学園を学校法人美作学園と改称。
- 1972年（昭和47年） - 男女共学開始。
- 1992年（平成4年） - 5コース制（大学進学・情報ビジネス・生活福祉・芸術教養・体育）発足。
- 1997年（平成9年） - オーストラリアエメラルド高校姉妹校締結。
- 1998年（平成10年） - 多くの私立高校に先駆けて教育相談室を設置。
- 2001年（平成13年）4月 - 通信制課程を設置。
- 2003年（平成15年）- 岡山県下有数の図書館施設を含むコミュニケーションセンター完成。
- 2005年（平成17年） - 新コース制（7つのコースと17の系）発足。
- 2006年（平成18年） - 生徒増・新コース教育に対応するため第3校舎完成。
- 2007年（平成19年） - 八稜館（男子寮）新築。
- 2008年（平成20年） - 文部科学省「教育改革推進モデル事業」指定校。
- 2009年（平成21年） - 「子どもの読書活動推進」文部科学大臣表彰受賞。
- 2011年（平成23年） - 岡山県NIE推進指定校。福祉コースが介護福祉士養成校に認可される。
- 2012年（平成24年） - 美作大学コース新設。新コース制（7つのコースと18の系）発足。
- 2014年（平成26年） - エクセル特進コース新設。新コース制（8つのコースと20の系）発足。

## 教育理念
個人の潜在能力を導き出し一層の伸長を図り、生涯にわたり生命・人権を尊重し社会に貢献できる人材を育成するとともに、人格の完成を目指す。

## 校歌
- 作詞: 大岩徳二
- 作曲: 中田喜直

## 系列学校
- 美作大学
- 美作大学短期大学部
- 美作大学附属幼稚園

## アクセス
JR津山駅より北に徒歩約20分。

## 出身著名人・関連人物
- 中田喜直（校歌の作曲者）
- 千原しのぶ（女優）
- KAZE（プロレスラー）
- 松井江美（1980年モスクワオリンピックやり投日本代表）